# Conrad Georg Reventlow
Conrad Georg lensgreve Reventlow (født 6. juli 1749 i København, død 9. april 1815 på Sandbjerg Gods) var en dansk lensbesidder og søofficer, bror til Christian Ditlev Frederik Reventlow, Johan Ludvig Reventlow og Louise Stolberg.

## Karriere
Han var en søn af gehejmekonferensråd, greve Christian Detlev Reventlow (1710-1755) og hustru Johanne Sophie Frederica født baronesse von Bothmer (1718-1754), blev 1760 volontær kadet, 1766 sekondløjtnant, kom 1767 med fregatten Havfruen til Middelhavet og Marokko og blev 1767 kaptajnløjtnant. 1768 nævnes det, at Reventlow skulle følge professor Hees forelæsninger. Han kom 1769 med orlogsskibet Juliane Marie i eskadre, blev 1770 kaptajn, var 1770-71 med orlogsskibet Prins Friderich i eskadre til Algier, blev 1771 generaladjudant, 1771-72 på orlov for at opholde sig på sine godser, blev 1772 kammerherre og 1773 næstkommanderende på orlogsskibet Cronprintzen i eskadre og udnævntes 1774 til auskultant i Admiralitets- og Kommissariatskollegiet. I 1775 arvede han grevskabet Reventlow.
1776 blev Reventlow chef for orlogsskibet Mars, sejlede dette til Frederiksværn, overtog der orlogsskibet Dannebrog og førte det til København. 20. august 1778 fik han tilladelse til at rejse til England på egen bekostning for at søge lejlighed til at blive placeret på den engelske flåde, fik samme dag kgl. rejsepas, fik 22. september instruktion for rejsen, og var 6. november kommet til London via Hamborg og Holland. 3. maj 1779 meldte han at være kommet om borg på orlogsskibet Royal George med 100 kanoner, og var 6. september 1779 med den engelske flåde kommet tilbage til Spithead Red, "retirede for Fjenden fra Cap Lizard af. Saaledes har den engelske Flaade flygtet lige hertil, stedse uden Orden". 14. oktober 1779 meldte han imidlertid fra Gosport, at han var blevet sat i gældsfængsel. Glarmester Chr. Clausen i København havde transporteret 3 obligationer til John Allen i Clements Inn i London, der lod Reventlow fængsle, med ved gesandtens medvirkning blev han løsladt og rejste til Danmark 19. april 1780. Kongen udtalte dog sin tilfredshed med hans kampagne i engelsk tjeneste, hvortil han dog ikke skulle vende tilbage.
1780 blev Reventlow chef for fregatten Alsen, som blev sendt til Den engelske Kanal for at beskytte den danske koffardifart, og 24. september 1780 meldte han, at Alsen med lods om bord grundstødte ved indløbet til Portsmouth. Fregatten kom af grunden efter en times forløb med assistance af et engelsk orlogsskib. Han blev dernæst 1781 chef for fregatten Møen i eskadre og derefter 1781-83 med samme til Vestindien, fik 14. juni 1781 instruktion for togtet og 19. juni 1781 sejlordre. 28. august 1781 meldte han fra Lissabon, at der var udbrudt forådnelsesfeber om bord med 6 døde og 31 syge lagt på det engelske hospital i samme by. 11. september 1781 var der i alt 9 døde og 82 mand syge, 18. oktober 1781 fik han de syge om bord og forsatte til Vestindien. Han blev samme år kommandørkaptajn, men fik juni 1783 orlov for at bo på sine godser og holde bryllup. 1784 blev han assessor i Admiralitets- og Kommissariats-Kollegiet dog uden underskrift og samme år chef for orlogsskibet Ditmarsken på besejling.
1785 fik Reventlow atter bevilget orlov for at rejse til Wiesbaden og Spa og 1788 orlov for at opholde sig på sine godser, blev samme år chef for orlogsskibet Arveprins Fridrich i eskadre. Skibet blev udlagt i de første dage af oktober, men medio november beordret indlagt og oplagt på grund af sygdom i besætningen. 30. december samme år nedsattes en generalkrigsret for at undersøge årsagen til sygdommen og de syges forplejning og eventuelt pådømme sagen. Der var på togtet død 52 mand, og ved hjemkomsten til København blev 182 lagt på hospitalet, i alt var 300 syge. 15. juni 1789 blev Reventlow ved generalkrigsret dømt 1 måneds arrest og sagens omkostninger for "betydelig Ligegyldighed". 29. juli 1789 blev dommen af kongen forandret til frifindelse, men Reventlow skulle betale sagens omkostninger.
1790 blev han chef for orlogsskibet Prinsesse Lovisa Augusta i eskadre og samme år kommandør, men 1791 ansøgte han om tilladelse til at bo på sine godser i 8 måneder, hvilket blev tilstået. 1792 blev Reventlow fritaget for tjenesten i Admiralitets- og Kommissariats-Kollegiet, og den 23. oktober 1795 fik han afsked efter ansøgning med pension.

## Godsejeren
Conrad Georg Reventlow er den mindst kendte af de tre brødre, som alle var aktive inden for landboreformerne. Kort efter at have overtaget grevskabet, solgte Reventlow 1787-88 en del af godset til sine bønder. 
Ved udparcellering blev 300 tdr. af hovmarken solgt til bønderne i 14 parceller. Husmændene fik godt 100 tdr., og resten, ca. 186 tdr., skovene og Møllesøen blev liggende som stamparcel under hovedgården. Denne handling var dog langt fra uegennyttig, for Reventlow havde god brug for indtægterne fra salget. Han anvendte samtidig en del af pengene til at rejse den nuværende hovedbygning på Sandbjerg.
Reventlow døde 9. april 1815 på Sandbjerg Gods og er begravet i Dybbøl Kirke. Et monument over ham er rejst på kirkegården af taknemmelige bønder.

## Familie
Reventlow blev gift 2. august 1783 med Friderica Sophie Rømeling (27. oktober 1759 – 22. august 1843 i Frankrig), datter af admiral Hans Henrich Rømeling og hustru Edele Dorothea f. Scheel. Ægteskabet blev opløst 1786.
Uden for ægteskab fik han tre børn med sin "concubine" Marie Sophie Brag (1771-1850), men han havde ikke held til at få sin øvrige slægt til at anerkende disse som ægtefødte: Christian Detlev Reventlow (1796-1798), Sophie Cathrine Reventlow (1799-1835) og Christian Detlev Reventlow (1803-1848). Efterkommere af disse lever stadig og udgør en stor borgerlig gren af slægten.